# 60 mètres masculin aux championnats du monde d'athlétisme en salle 2012
Navigation
2010 2014
Le 60 mètres masculin des Championnats du monde en salle 2012 a lieu les 9 et 10 mars dans l'Ataköy Athletics Arena.

## Records et performances

### Records
Les records du 60 m hommes (mondial, des championnats et par continent) étaient avant les championnats 2012 les suivants.
| Record du monde           | Maurice Greene      | États-Unis  | 6 s 39 | Madrid           | 3 février 1998  |
| Record du monde           | Maurice Greene      | États-Unis  | 6 s 39 | Atlanta          | 3 mars 2001     |
| Record des championnats   | Maurice Greene      | États-Unis  | 6 s 42 | Maebashi         | 7 mars 1999     |
| Record d'Afrique          | Leonard Myles-Mills | Ghana       | 6 s 45 | Colorado Springs | 20 février 1999 |
| Record d'Asie             | Talal Mansour       | Qatar       | 6 s 51 | Karlsruhe        | 6 mars 1993     |
| Record d'Amérique du Nord | Maurice Greene      | États-Unis  | 6 s 39 | Madrid           | 3 février 1998  |
| Record d'Amérique du Nord | Maurice Greene      | États-Unis  | 6 s 39 | Atlanta          | 3 mars 2001     |
| Record d'Amérique du Sud  | José Carlos Moreira | Brésil      | 6 s 52 | Paris-Bercy      | 13 février 2009 |
| Record d'Europe           | Dwain Chambers      | Royaume-Uni | 6 s 42 | Turin            | 7 mars 2009     |
| Record d'Océanie          | Matthew Shirvington | Australie   | 6 s 52 | Maebashi         | 7 mars 1999     |
| Record d'Océanie          | Matthew Shirvington | Australie   | 6 s 52 | Maebashi         | 7 mars 1999     |

## Bilans mondiaux
Les bilans mondiaux avant la compétition étaient :
| 1 | Trell Kimmons     | États-Unis | 6 s 45 |
| 2 | Lerone Clarke     | Jamaïque   | 6 s 47 |
| 2 | Justin Gatlin     | États-Unis | 6 s 47 |
| 4 | Nesta Carter      | Jamaïque   | 6 s 49 |
| 5 | Asafa Powell      | Jamaïque   | 6 s 50 |
| 6 | Jimmy Vicaut      | France     | 6 s 53 |
| 7 | Jeffery Demps     | États-Unis | 6 s 54 |
| 8 | Harry Adams       | États-Unis | 6 s 55 |
| 8 | Yunier Pérez      | Cuba       | 6 s 55 |
| 8 | Philippe DeRosier | États-Unis | 6 s 55 |

## Résultats

### Finale
| Rang               | Athlète        | Nation            | Temps  | Note |
| ------------------ | -------------- | ----------------- | ------ | ---- |
| Médaille d'or      | Justin Gatlin  | États-Unis        | 6 s 46 | SB   |
| Médaille d'argent  | Nesta Carter   | Jamaïque          | 6 s 54 |      |
| Médaille de bronze | Dwain Chambers | Royaume-Uni       | 6 s 60 |      |
| 4                  | Trell Kimmons  | États-Unis        | 6 s 60 |      |
| 5                  | Marc Burns     | Trinité-et-Tobago | 6 s 62 |      |
| 6                  | Emmanuel Biron | France            | 6 s 63 |      |
| 7                  | Justyn Warner  | Canada            | 6 s 65 |      |
| 8                  | Aziz Ouhadi    | Maroc             | 6 s 72 |      |

### Demi-finales
| Place | Athlète                   | Nation        | Temps  | Note  |
| ----- | ------------------------- | ------------- | ------ | ----- |
| 1     | Justin Gatlin             | États-Unis    | 6 s 50 | Q     |
| 2     | Aziz Ouhadi               | Maroc         | 6 s 68 | NR, Q |
| 3     | Rytis Sakalauskas         | Lituanie      | 6 s 69 | SB    |
| 4     | Michael LeBlanc           | Canada        | 6 s 71 | NR    |
| 5     | Simone Collio             | Italie        | 6 s 71 |       |
| 6     | Ben Youssef Meité         | Côte d'Ivoire | 6 s 71 |       |
| 7     | Peter Emelieze            | Nigeria       | 6 s 81 |       |
| 8     | Amr Ibrahim Mostafa Seoud | Égypte        | 6 s 83 |       |

| Place | Athlète          | Nation                     | Temps  | Note |
| ----- | ---------------- | -------------------------- | ------ | ---- |
| 1     | Nesta Carter     | Jamaïque                   | 6 s 56 | Q    |
| 2     | Dwain Chambers   | Royaume-Uni                | 6 s 62 | Q    |
| 3     | Emmanuel Biron   | France                     | 6 s 65 | q    |
| 4     | Jeremy Bascom    | Guyana                     | 6 s 77 |      |
| 5     | Christian Blum   | Allemagne                  | 6 s 79 |      |
| —     | Reza Ghasemi     | Iran                       | 6 s 79 |      |
| —     | Brijesh Lawrence | Saint-Christophe-et-Niévès | 6 s 80 |      |
| —     | Foo Ee Yeo       | Singapour                  | 6 s 93 |      |

| Place | Athlète               | Nation            | Temps  | Note |
| ----- | --------------------- | ----------------- | ------ | ---- |
| 1     | Trell Kimmons         | États-Unis        | 6 s 61 | Q    |
| 2     | Marc Burns            | Trinité-et-Tobago | 6 s 62 | Q    |
| 3     | Justyn Warner         | Canada            | 6 s 67 | q    |
| 4     | Ángel David Rodríguez | Espagne           | 6 s 71 |      |
| 5     | Su Bingtian           | Chine             | 6 s 74 | SB   |
| 6     | Mateo Edward          | Panama            | 6 s 91 | PB   |
| 7     | Nilson Andrè          | Brésil            | 6 s 93 |      |
| 8     | Gerald Phiri          | Zambie            | DNS    |      |

### Séries
| Rang | Athlète                    | Nation                           | Temps  | Note  |
| ---- | -------------------------- | -------------------------------- | ------ | ----- |
| 1    | Peter Emelieze             | Nigeria                          | 6 s 85 | Q     |
| 2    | Gerald Phiri               | Zambie                           | 6 s 86 | Q     |
| 3    | Nilson André               | Brésil                           | 6 s 86 | q, PB |
| 4    | Foo Ee Yeo                 | Singapour                        | 6 s 90 | q     |
| 5    | Md. Mesbah Ahmmed          | Bangladesh                       | 7 s 04 | NR    |
| 6    | Cristian Leguizamón        | Paraguay                         | 7 s 13 | PB    |
| 7    | Chris Meke Walasi          | Îles Salomon                     | 7 s 47 | PB    |
| 8    | Ghislain Nsimba Mandualika | République démocratique du Congo | 7 s 47 | PB    |

| Rang | Athlète           | Nation              | Temps  | Note |
| ---- | ----------------- | ------------------- | ------ | ---- |
| 1    | Emmanuel Biron    | France              | 6 s 68 | Q    |
| 2    | Christian Blum    | Allemagne           | 6 s 74 | Q    |
| 3    | Idrissa Adam      | Cameroun            | 6 s 96 | PB   |
| 4    | Raihau Maiau      | Polynésie française | 7 s 18 | NR   |
| 5    | Rodman Teltull    | Palaos              | 7 s 20 | NR   |
| 6    | Ibrahim Kabia     | Sierra Leone        | 7 s 33 |      |
| 7    | Valeriy Ponomarev | Kirghizistan        | 7 s 38 |      |
| —    | Innocent Pologo   | Burkina Faso        | DNS    |      |

| Rang | Athlète            | Nation                     | Temps  | Note |
| ---- | ------------------ | -------------------------- | ------ | ---- |
| 1    | Simone Collio      | Italie                     | 6 s 88 | Q    |
| 2    | Brijesh Lawrence   | Saint-Christophe-et-Niévès | 7 s 00 | Q    |
| 3    | Sibusiso Matsenjwa | Swaziland                  | 7 s 04 | NR   |
| 4    | Lerone Clarke      | Jamaïque                   | 7 s 05 |      |
| 5    | Federico Gorrieri  | Saint-Marin                | 7 s 54 | SB   |
| 6    | Nooa Takooa        | Kiribati                   | 7 s 57 | PB   |
| 7    | Dayne O'Hara       | Île Norfolk                | 7 s 75 | PB   |

| Rang | Athlète                 | Nation                          | Temps  | Note  |
| ---- | ----------------------- | ------------------------------- | ------ | ----- |
| 1    | Ángel David Rodríguez   | Espagne                         | 6 s 64 | Q     |
| 2    | Nesta Carter            | Jamaïque                        | 6 s 74 | Q     |
| 3    | Ben Youssef Meité       | Côte d'Ivoire                   | 6 s 77 | q     |
| 4    | Aziz Ouhadi             | Maroc                           | 6 s 91 | q, SB |
| 5    | Hasanain Hasan Zubaiyen | Irak                            | 6 s 98 | NR    |
| 6    | Keiron Rogers           | Anguilla                        | 7 s 04 | NR    |
| 7    | Courtney Carl Williams  | Saint-Vincent-et-les-Grenadines | 7 s 35 | PB    |
| 8    | Joshua Jeremiah         | Nauru                           | 7 s 50 | PB    |

| Rang | Athlète           | Nation            | Temps  | Note  |
| ---- | ----------------- | ----------------- | ------ | ----- |
| 1    | Marc Burns        | Trinité-et-Tobago | 6 s 69 | Q     |
| 2    | Justyn Warner     | Canada            | 6 s 75 | Q     |
| 3    | Jeremy Bascom     | Guyana            | 6 s 90 | q     |
| 4    | Mateo Edward      | Panama            | 6 s 91 | q, PB |
| 5    | Roy Ravana        | Fidji             | 7 s 17 | NR    |
| 6    | Mikel De Sa       | Andorre           | 7 s 51 |       |
| 7    | Joseph Andy Lui   | Tonga             | 7 s 71 |       |
| —    | Chencho Gyeltshen | Bhoutan           | DNS    |       |

| Rang | Athlète             | Nation                      | Temps  | Note |
| ---- | ------------------- | --------------------------- | ------ | ---- |
| 1    | Trell Kimmons       | États-Unis                  | 6 s 70 | Q    |
| 2    | Rytis Sakalauskas   | Lituanie                    | 6 s 87 | Q    |
| 3    | Achitbileg Battulga | Mongolie                    | 7 s 03 | PB   |
| 4    | Ahmed Azneem        | Maldives                    | 7 s 33 |      |
| 5    | Roman Cress         | Îles Marshall               | 7 s 43 |      |
| —    | John Howard         | États fédérés de Micronésie | DSQ    |      |
| —    | Tim Abeyie          | Ghana                       | DSQ    |      |

| Rang | Athlète                | Nation        | Temps  | Note |
| ---- | ---------------------- | ------------- | ------ | ---- |
| 1    | Justin Gatlin          | États-Unis    | 6 s 65 | Q    |
| 2    | Reza Ghasemi           | Iran          | 6 s 87 | Q    |
| 3    | Holder da Silva        | Guinée-Bissau | 6 s 95 | SB   |
| 4    | Chun Ho Lai            | Hong Kong     | 6 s 97 |      |
| 5    | Mosito Lehata          | Lesotho       | 7 s 00 | NR   |
| 6    | Jean Thierie Ferdinand | Maurice       | 7 s 05 | PB   |
| 7    | Dominic Carroll        | Gibraltar     | 7 s 50 | SB   |

| Rang | Athlète                   | Nation      | Temps  | Note  |
| ---- | ------------------------- | ----------- | ------ | ----- |
| 1    | Dwain Chambers            | Royaume-Uni | 6 s 65 | q     |
| 2    | Michael LeBlanc           | Canada      | 6 s 74 | q, SB |
| 3    | Su Bingtian               | Chine       | 6 s 84 | q     |
| 4    | Amr Ibrahim Mostafa Seoud | Égypte      | 6 s 89 | q     |
| 5    | Imran Khan                | Pakistan    | 7 s 21 | PB    |
| 6    | Shakyll Lourens           | Aruba       | 7 s 49 | PB    |
| 7    | Tavevele Noa              | Tuvalu      | 7 s 61 | PB    |
| 8    | Alhassane Keita           | Guinée      | 8 s 12 | PB    |

## Légende
Records et Performances
- AR : Record continental (area record)
- CR : Record des championnats (championship record)
- MR : Record du meeting (meet record)
- NR : Record national (national record)
- OR : Record olympique (olympic record)
- PR : Record paralympique (paralympic record)
- PB : Record personnel (personal best)
- SB : Meilleure performance personnelle de la saison (season's best)
- WL : Meilleure performance mondiale de l'année (world leader)
- WJR : Record du monde junior (world junior record)
- WR : Record du monde (world record)

Circonstances et Conditions
- DNF : N'a pas terminé (did not finish)
- DNS : N'a pas pris le départ (did not start)
- DQ : Disqualification (disqualification)
- NM : Aucun essai valable enregistré (No Mark)
- Q : Qualifié « directement » au prochain tour (ou à la prochaine compétition), lors d'une compétition majeure, grâce au classement ou à la réalisation des minima (automatic qualifier)
- q : Qualifié au prochain tour (ou à la prochaine compétition), lors d'une compétition majeure, grâce au repêchage ou à la réalisation de l'une des meilleures performances parmi celles des « non qualifiés directement » (grâce au meilleur temps ou à la meilleure distance par exemple) (secondary qualifier)